# Aigurande
Aigurande je naselje in občina v osrednjem francoskem departmaju Indre regije Center. Leta 2009 je naselje imelo 1.600 prebivalcev.

## Geografija
Kraj leži v osrednji francoski pokrajini Berry ob sami meji z Limousinom, 47 km južno od Châteaurouxa. Na ozemlju občine izvirata reki Bouzanne, 84 km dolg desni pritok Creuse, in Vauvre, levi pritok Indre. 

## Uprava
Aigurande je sedež istoimenskega kantona, v katerega so poleg njegove vključene še občine La Buxerette, Crevant, Crozon-sur-Vauvre, Lourdoueix-Saint-Michel, Montchevrier, Orsennes, Saint-Denis-de-Jouhet in Saint-Plantaire s 6.039 prebivalci.
Kanton je sestavni del okrožja La Châtre.

## Zgodovina
Ime kraja izhaja iz galske besede Equoranda nanašajoč se na vodni element, ki je razmejeval ozemlje dveh galskih plemen - Biturigov (Berry) in Lemovicov (Limousin).

## Zanimivosti
- ostanki srednjeveškega gradu,
- notredamska cerkev iz 11. in 14. stoletja,
- kapela Notre-Dame de la Bouzanne iz 18. stoletja, izvir reke Bouzanne.